# Vitalogy Tour
Il Vitalogy Tour fu il tour dei Pearl Jam successivo alla pubblicazione del loro terzo album Vitalogy. Il tour iniziò il 2 febbraio del 1995 a Seattle e finì il 7 novembre dello stesso anno a San Diego.
Fu il primo tour con Jack Irons alla batteria. La band continuò a boicottare gli eventi organizzati da Ticketmaster. Allo show del 24 giugno 1995, quello a San Francisco, la band suonò davanti a 50.000 spettatori; prima dello show Eddie Vedder fu costretto a rimanere in ospedale a causa di un'intossicazione alimentare, che gli impedì comunque di terminare il concerto. In quell'occasione il cantante fu sostituito da Neil Young. Questo problema costrinse la band a cancellare vari show di quel breve tour; le date di Chicago e Milwaukee non furono annullate, mentre quelle cancellate furono riprogrammate per l'autunno 1995.

## Date

### Warm-Up Shows
- 05/02/95 -  Seattle, Washington, USA - Moore Theatre
- 06/02/95 -  Seattle, Washington, USA - Moore Theatre
- 08/02/95 -  Missoula, Montana, USA - Adams Fieldhouse, University of Montana - Missoula

### Pacifico
- 18/02/95 -  Sendai, Giappone - Izumity 21
- 20/02/95 -  Tokyo, Giappone - Budokan
- 21/02/95 -  Osaka, Giappone - Kosei Nenkin Kaikan
- 22/02/95 -  Kōbe, Giappone - Kokusai Kaikan (CANCELLATO)
- 24/02/95 -  Taipei, Taiwan - TICC
- 26/02/95 -  Manila, Filippine - Folk Arts Theater
- 28/02/95 -  Bangkok, Thailandia - Hua Mark Indoor Stadium
- 03/03/95 -  Singapore, Singapore - The Indoor Stadium
- 06/03/95 -  Perth, Australia - Perth Entertainment Centre
- 08/03/95 -  Adelaide, Australia - Memorial Drive Park
- 10/03/95 -  Sydney, Australia - Sydney Entertainment Centre
- 11/03/95 -  Sydney, Australia - Eastern Creek Raceway
- 14/03/95 -  Canberra, Australia - Exhibition Park
- 16/03/95 -  Melbourne, Australia - Flinders Park Tennis Centre
- 17/03/95 -  Melbourne, Australia - Flinders Park Tennis Centre
- 18/03/95 -  Melbourne, Australia - Sidney Myer Music Bowl
- 21/03/95 -  Brisbane, Australia - Brisbane Entertainment Centre
- 22/03/95 -  Brisbane, Australia - Brisbane Entertainment Centre
- 24/03/95 -  Auckland, Nuova Zelanda - Mt. Smart Super Top
- 25/03/95 -  Auckland, Nuova Zelanda-  Mt. Smart Super Top

### Stati Uniti 1
- 16/06/95 -  Casper, Wyoming, USA - Casper Events Center (fu precedentemente programmato per l'University Pavilion, Boise State University)
- 17/06/95 -  Salt Lake City, Utah, USA - Wolf Mountain Amphitheater (CANCELLATO)
- 19/06/95 -  Morrison, Colorado, USA - Red Rocks Amphitheatre
- 20/06/95 -  Morrison, Colorado, USA - Red Rocks Amphitheatre
- 22/06/95 -  Sacramento, California, USA - Cal Expo Amphitheater
- 24/06/95 -  San Francisco, California, USA - Golden Gate Park
- 26/06/95 -  San Diego, California, USA - Del Mar Fairgrounds (CANCELLATO)
- 27/06/95 -  San Diego, California, USA - Del Mar Fairgrounds (CANCELLATO)
- 29/06/95 -  Phoenix, Arizona, USA - Arizona Veterans Memorial Coliseum (CANCELLATO)
- 30/06/95 -  Las Cruces, Nuovo Messico, USA - Pan American Center (CANCELLATO)
- 02/07/95 -  Austin, Texas, USA - South Park Meadows (CANCELLATO)
- 04/07/95 -  New Orleans, Louisiana, USA - Tad Gormley Stadium (CANCELLATO)
- 08/07/95 -  Milwaukee, Wisconsin, USA - Summerfest, Marcus Amphitheater
- 09/07/95 -  Milwaukee, Wisconsin, USA - Summerfest, Marcus Amphitheater
- 11/07/95 -  Chicago, Illinois, USA - Soldier Field

### Stati Uniti 2
- 13/09/95 -  Phoenix, Arizona, USA - Arizona Veterans Memorial Coliseum
- 14/09/95 -  Las Cruces, Nuovo Messico, USA - Pan American Center
- 16/09/95 -  Austin, Texas, USA - South Park Meadows
- 17/09/95 -  New Orleans, Louisiana, USA - Tad Gormley Stadium
- 01/11/95 -  Salt Lake City, Utah, USA - EnergySolutions Arena
- 02/11/95 -  Salt Lake City, Utah, USA - EnergySolutions Arena
- 04/11/95 -  San Jose, California, USA - Spartan Stadium
- 06/11/95 -  San Diego, California, USA - iPayOne Center
- 07/11/95 -  San Diego, California, USA - iPayOne Center

## Formazione
- Jeff Ament - Basso
- Stone Gossard - Chitarra ritmica
- Mike McCready - Chitarra solista
- Eddie Vedder - Voce, chitarra
- Jack Irons - Batteria

## Gruppi di spalla
Warm-Up Shows
- Magnog - (06/02/95)
- Shangri - La Speedway - (08/02/95)

Pacifico
- Mudhoney - (24/02/95 - 03/03/95)
- The Meanies - (06/03/95 - 22/03/95)
- Cosmic Psychos - (14/03/95)
- The Dead Flowers - (24/03/95 - 25/03/95)

Stati Uniti 1
- Scollywags - (16/06/95)
- Bad Religion - (16/06/95 - 11/07/95)
- Crash and Brittany - (24/06/95)
- The Frogs - (08/07/95 - 09/07/95)
- Otis Rush - (11/07/95)

Stati Uniti 2
- Ramones - (13/09/95 - 17/09/95, 06/11/95 - 07/11/95)
- Fastbacks - (01/11/95 - 04/11/95)
- Ben Harper - (04/11/95)